# Agrochola catenata
Agrochola catenata är en fjärilsart som beskrevs av Dhl. Agrochola catenata ingår i släktet Agrochola och familjen nattflyn. Inga underarter finns listade i Catalogue of Life.